# Liste der Kulturgüter in Dotzigen
Die Liste der Kulturgüter in Dotzigen enthält alle Objekte in der Gemeinde Dotzigen im Kanton Bern, die gemäss der Haager Konvention zum Schutz von Kulturgut bei bewaffneten Konflikten, dem Bundesgesetz vom 20. Juni 2014 über den Schutz der Kulturgüter bei bewaffneten Konflikten sowie der Verordnung vom 29. Oktober 2014 über den Schutz der Kulturgüter bei bewaffneten Konflikten unter Schutz stehen.
Objekte der Kategorie A sind vollständig in der Liste enthalten, Objekte der Kategorie B sind im Gemeindegebiet nicht ausgewiesen, Objekte der Kategorie C fehlen zurzeit (Stand: 9. Februar 2024). Unter übrige Baudenkmäler sind geschützte Objekte zu finden, die im Bauinventar des Kantons Bern als «schützenswert» verzeichnet sind.

## Kulturgüter
| Foto |                                                 | Objekt               | Kat. | Typ | Standort                       | Beschreibung |
| ---- | ----------------------------------------------- | -------------------- | ---- | --- | ------------------------------ | --- |
| ja   | Datei hochladen · Wikidata zu Mühle (Q19362571) | Mühle KGS-Nr.: 00875 | A    | G   | Lyssstrasse 24 593121 / 218501 | 1790 erbaute Mühle (mit älteren Teilen) von bautypologischem, bautechnologischem und gewerbehistorischem Interesse. Mehrzweck-Hochstudhaus über Gewölbekeller, gegliedert in einen Mühletrakt im Südwesten, einen Wohnteil im Zentrum und einen Ökonomietrakt im Nordwesten. Westseitig tritt der massive Sockel als Geschoss in Erscheinung. Die Mühle ist funktionstüchtig inkl. Kanal, Radkammer und Mahlwerk. |

## Übrige Baudenkmäler
Hinweis: Anstelle der KGS-Nummer wird als Objekt-Identifikator (ID) die Grundstücksnummer verwendet.
| ID  | Foto |                                                               | Objekt                                            | Typ | Standort                            | Beschreibung |
| --- | ---- | ------------------------------------------------------------- | ------------------------------------------------- | --- | ----------------------------------- | ------------ |
| 134 | BW   | Datei hochladen                                               | Bauernhaus (1862)                                 | G   | Lyssstrasse 3 592712 / 218791       |              |
| 145 | ja   | Datei hochladen · Wikidata zu Schlössli Dotzingen (Q67772676) | Schlössli (1898)                                  | G   | Hohlenweg 6 592789 / 218884         |              |
| 225 | BW   | Datei hochladen                                               | Ehemaliges Kleinbauernhaus und Fährstation (1733) | G   | Bürenstrasse 12, 14 592751 / 219199 |              |
| 476 | BW   | Datei hochladen                                               | Stämpfli-Haus (1846)                              | G   | Rigigässli 7 592804 / 218820        |              |
| 476 | ja   | Datei hochladen · Wikidata zu Bangerter-Haus (Q112335392)     | Bangerter-Haus (1828)                             | G   | Rigigässli 9 592809 / 218772        |              |
| 476 | BW   | Datei hochladen                                               | Speicher (1787)                                   | G   | Rigigässli 11a 592833 / 218798      |              |